# Novica Bjelica
Novica Bjelica (Pola, 9 febbraio 1983) è un pallavolista serbo, centrale del Partizan.

## Palmarès

### Club
- Campionato italiano: 1

2008-09
- Campionato montenegrino: 1

2014-15
- Campionato serbo: 1

2022-23
- Coppa di Montenegro: 1

2014-15
- Coppa di Serbia: 2

2021-22, 2022-23
- Supercoppa italiana: 1

2009
- Supercoppa turca: 1

2012
- Supercoppa serba: 1

2022
- Coppa CEV: 1

2010-11
- BVA Cup: 1

2012

### Premi individuali
- 2022 - Coppa di Serbia: MVP